# استیون تایلر
استیون ویکتور تالاریکو (به انگلیسی: Stephen Victor Tallarico) معروف به استیون تایلر خواننده و ترانه‌سرا اهل ایالات متحده آمریکا است که بیشتر به‌عنوان خوانندهٔ اصلی گروه راک اروسمیث شناخته شده‌است.

## کودکی
وی متولد ۲۶ اکتبر ۱۹۴۸ در منهتن، نیویورک است. استیون دومین و آخرین فرزند والدینش بود. مادر وی، سوزان بلانچا، از نژاد اوکراینی و سرخ پوستان چروکی و پدرش ویکتور تالاریکو ایتالیایی-آلمانی است. استیون یک بار در مصاحبه‌ای اعلام کرد که پدربزرگ مادریش، اوکراینی بوده و چارنیشویچ نام داشته. همچنین نام پدربزرگ پدری وی جیوانی تالاریکو است. خواهر او لیندا نام دارد که دو سال از استیون بزرگتر است.
او در نوجوانی، به علت مصرف مواد مخدر از دبیرستان روزولت اخراج شد. مادرش در منزل پیانو تعلیم می‌داد و پدرش در دبیرستانی در برانکس موسیقی تدریس می‌کرد و همین مسئله باعث جذب استیون به موسیقی شد. در دههٔ ۶۰ او به عنوان خواننده و درامر با چند گروه راک اند رول محلی همکاری می‌کرد و تابستان‌ها را در نیوهمپشایر می‌گذراند و همان‌جا با سایر اعضای گروه آیندهٔ خود آشنا شد.

## اروسمیث

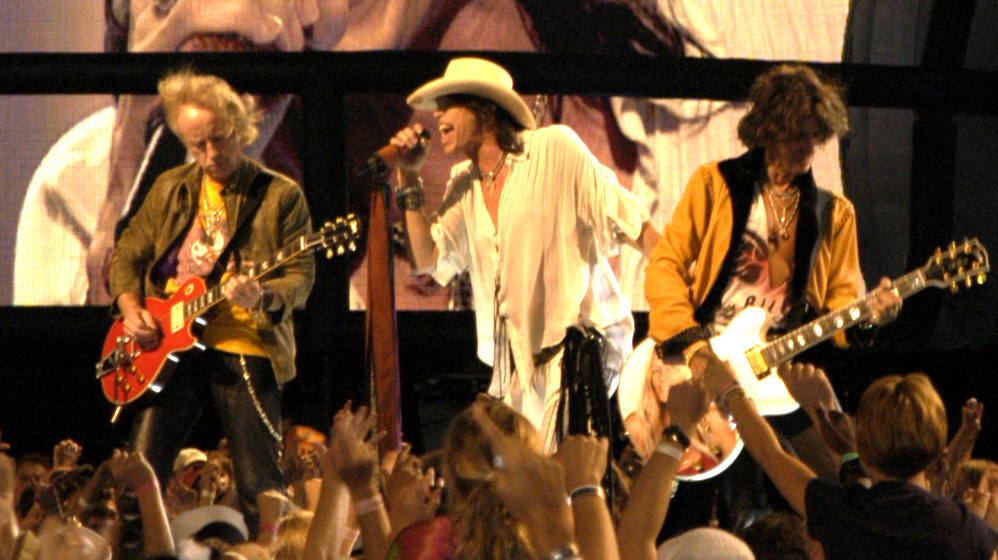
استیون ویکتور تالاریکو در حال اجرای کنسرت

در ۱۹۶۹ تایلر، در نیوهمپشایر، با جو پری که یک نوازندهٔ گیتار بودآشنا شد. یک سال بعد آن‌ها به همراه تام همیلتون، گروه خود را در بوستون پایه‌گذاری کردند؛ و سپس گیتاریست دیگری به نام ری تبنو (که دوست دوران کودکی استیون بود) و جویی کرمر به عنوان درامر به گروه اضافه شد. یک سال بعد ری تبنو جای خود را در گروه به برد ویتفورد داد. گروه در سال ۱۹۷۲ اولین آلبوم خود، به نام اروسمیث را منتشر کرد؛ و بعد آلبوم‌های دیگر منتشر شد که سبب شهرت جهانی استیون و گروهش شد. آلبوم «اسباب بازی‌های زیر شیروانی» (Toys in the Attic) و «راکز» (Rocks) از جمله مهم‌ترین آلبوم‌های دنیای راک محسوب‌می‌شوند.
جو پری و استیون تایلر در زندگی خصوصی بسیار به هم نزدیکند و نقش استیون به همراه جو پری در ویدیوهای اروسمیث بسیار پررنگ تر از سایر اعضای گروه‌است. رسانه‌ها به علت مصرف الکل و موادمخدر به آن‌ها لقب دوقلوهای سمی داده‌اند!
در سال ۱۹۷۹ جو پری و در سال ۱۹۸۱ برد ویتفورد گروه را ترک کردند اما در سال ۱۹۸۴ پس از تماس تلفنی تایلر با پری، دوباره به گروه بازگشتند. اعضای گروه در آن زمان، همگی از اعتیاد به موادمخدر رنج می‌بردند، مخصوصاً تایلر که شدیداً به هروئین معتاد بود و در حین چند اجرای روی صحنه از حال رفته بود. در سال ۱۹۸۶ تایلر به اصرار اعضای گروه در یک برنامهٔ ترک اعتیاد شرکت کرد و موفق شد اعتیاد خود را کاملاً ترک کند. سایر اعضای گروه هم تا اواخر دههٔ ۸۰ اعتیاد خود را کاملاً ترک‌کردند.
در سال ۱۹۸۵ اروسمیث آلبوم جدید خود را با نام «Done With Mirror» منتشر کرد. همچنین جو پری و استیون در سال ۱۹۸۶ با همکاری گروه «ران-دی. ام. سی» آهنگ پرفروش «Walk This Way» که در سال ۱۹۷۹ منتشر شده بود را دوباره اجرا کردند که با استقبال فراوانی روبرو شد. اخیراً این آهنگ در رده‌بندی ۱۰۰ «آهنگی که دنیا را تغییر داد» که توسط مجلهٔ «رولینگ استونز» منتشرشد، مکان بیست و هفتم را به خود اختصاص داد. آلبوم‌های بعدی اروسمیث هم با استقبال بسیار روبرو شدند و به فروش‌های چند میلیونی رسیدند.
در سال ۱۹۹۵ اعضای گروه اعلام کردند که بعد از ده سال فعالیت اخیر خود، به مدتی استراحت احتیاج دارند. در همین زمان گروه با مدیر خود، «تام کالینز»، که عامل اصلی بازگشت گروه و موفقیت دوبارهٔ آن بود، اختلاف پیدا کرد. ظاهراً تام کلینز از همکاری نزدیک تایلر و پری نگران بود و عقیده داشت که این همکاری، که سه عضو دیگر گروه در آن نقشی نداشتند، باعث می‌شود که کنترل گروه از دست او خارج شود. تام کالینز که در این زمان به افسردگی مبتلا شده بود، شروع به شایعه پردازی در مورد گروه کرد. از جمله اینکه: «گروه از هم پاشیده‌است. استیون تایلر دوباره به مواد مخدر روی آورده و در میامی به همسر خود خیانت کرده‌است.» اروسمیث تمامی این شایعات را تکذیب کرد و پس از تشکر از تام کالینز به خاطر زحماتی که برای گروه کشیده بود، وی را در سال ۱۹۹۶ اخراج کرد. این موضوع به همراه تغییر تهیه‌کننده باعث تأخیر در ضبط آلبوم بعدی گروه شد. سرانجام آلبوم «Nine Lives» در سال ۱۹۹۷ منتشر شد که از آن بسیار استقبال‌شد. بعد از این آلبوم گروه، دو سال به اجرای کنسرت پرداختند که در یکی از این اجراها، پایهٔ میکروفون به پای تایلر برخورد کرد و رباط زانوی وی پاره شد. علی‌رغم سوختگی درجهٔ دو جویی کرمر پس از آتش گرفتن اتومبیلش در پمپ بنزین و مشکلات حرکتی تایلر در حین ضبط ویدیوی «I Don’t Want to Miss a Thing» این تک‌آهنگ که برای فیلم "Armageddon" ساخته شد بود بسیار موفق شد. لیو تایلر، دختر استیون عهده‌دار یکی از نقش‌های اصلی این فیلم بود.
از سال ۲۰۰۱، گروه هر سال یک تور موفق داشته‌است، مضاف بر اینکه دو آلبوم با نام‌های «Just Push Play» در سال ۲۰۰۱ و «Honkin’ on Bobo» در سال ۲۰۰۴ منتشر کرده.

## سایر فعالیت‌ها
در سال ۲۰۰۳، تایلر موفق به کسب مدرک افتخاری از کالج موسیقی برکلی شد و در سال ۲۰۰۵ از دانشگاه بوستون ماساچوست مدرک دکتر افتخاری دریافت کرد.
تایلر در سال ۲۰۰۵ در نقش کوچکی در فیلم «Be Cool» به همراه اوما تورمن و جان تراولتا ظاهر شد. تایلر در این فیلم به همراه خوانندهٔ دیگری به نام «لیندا مون» که نقش آن را کریستینا میلیان بر عهده دارد، به اجرای آهنگ «Cryin’» خود می‌پردازد.
استیون تایلر علاوه بر گیتار بیس و آکوستیک در نواختن چند ساز دیگر از جمله پیانو، کیبورد ، پرکاشن، درامز، ویولن، فلوت، سازدهنی (هارمونیکا)، سنتور (دالسیمر) و ماندولین مهارت دارد.
تایلر به رقص و انجام حرکات ریتمیک با میکروفون شهرت دارد. او معمولاً پایهٔ میکروفون خود را با پارچه‌های رنگارنگ تزیین می‌کند و وقتی طرفداران او سعی می‌کنند پارچه‌ها را چنگ بزنند، عصبانی می‌شود. در دههٔ هفتاد و دوران اعتیاد تایلر، وی گاهی مواد انرژی زا یا مخدر را جهت مصرف روی صحنه در این پارچه‌ها جاسازی می‌کرد! تایلر عادت به چرخاندن میکروفون در هوا دارد و گاهی این میکروفون به اعضای گروه برخورد می‌کند!
تایلر تاکنون در اجرای چندین آهنگ با خواننده‌ها و گروه‌های دیگر همکاری کرده‌است، از جمله: آلیس کوپر «Various Tracks» در سال ۱۹۸۹، پینک "Misery" در سال ۲۰۰۱، سانتانا «Just Feel Better» در سال ۲۰۰۵ و کیث اندرسون «Three Chord Country and Rock & Roll» در سال ۲۰۰۶.